# سهيل الخالدي
سهيل الخالدي (1942 - 2019)، اسمه الأصلي سهيل زرقين المعروف بـ “سهيل الخالدي”، هو كاتب وإعلامي فلسطيني جزائري،  من مواليد بلدة سمخ بفلسطين عام 1942 لأسرة جزائرية من بلدة وادي البردي في مداشر البويرة استقرت في فلسطين إثر ثورات الجزائر على الاستعمار الفرنسي في القرن 19. تلقى تعليمه بالأردن، شغل في الصحافة العربية في الأردن، والجزائر، العراق، والكويت، حيث تقلد عدة مناصب صحفية.
عرف عنه غزارة إنتاجه الصحفي والأدبي الذي أثرى المكتبة الجزائرية والعربية. اشتغل كمحرر مختص في أسبوعية “المجاهد” الجزائرية في الفترة الممتدة ما بين 1972 و1975، وكان رئيسا للقسم الثقافي في مجلة “وعي العمال” من 1975 إلى 1979 في بغداد.
انتقل خلال الفترة الممتدة ما بين 1979 و2001 بين أكثر من صحيفة عربية وجزائرية، مارس خلالها مهام الكتابة والإشراف على التحرير، حيث مرّ بجريدة الرأي الكويتية، والشعب واليوم والجزائر نيوز في الجزائر، كما كان أيضا مستشارا في التلفزيون الجزائري، وعمل منذ نحو عشر سنوات كاتبا في “الشروق اليومي” التي أقامت له مهرجانا تكريميا عام 2016 بحضور رجالات الفكر والثقافة في الجزائر.
كتب في مجالات عدة، من الاقتصاد والسياسة إلى الثقافة، راسل عدة مؤسسات إعلامية عربية، من بينها الراية القطرية، البريق اللبنانية، السفير، وكالة الأنباء الإماراتية، جريدة عكاظ السعودية، وخلال هذا المسار الصحفي الغني والمتنوع، قام سهيل الخالدي بتغطية العديد من المؤتمرات العربية والإفريقية في مجالات اقتصادية وثقافية وبرلمانية، وكانت له لقاءات صحفية مع كبار المسؤولين في الوطن العربي والعالم. كما كان صاحب فكرة إنشاء مؤسسة دولية باسم الأمير عبد القادر.

## وفاته
توفي يوم الأحد 15 ديسمبر 2019 بمستشفى محمد بوضياف بمدينة البويرة عن عمر ناهز 78 سنة بعد مرض عضال أقعده الفراش لسنوات.

## من مؤلفاته
في رصيده العديد من المؤلفات والإصدارات، تنوعت بين التاريخ والرواية، التحليل الصحفي، أدب الرحلات، النقد الأدبي، من بينها:
- “الثورة الزراعية في الجزائر”،
- “الرقص من أول السطر”،
- “الشيخ الطاهر الجزائري”،
- “انطباعات عائد من الكويت”،
- “تاريخ الزواوة”،
- “الإشعاع المغربي في المشرق”،
- “دور الجزائريين في حركة التحرير العربي وبلاد الشام”.
- “دلال عاشقة البحر والزيتون”، 1979
- “الرقص من أول السطر”، 1981
- “الرواية العربية في الجزائر”،(نقد)، 1983
- “الكتابة على جبين الشمس” (دراسة في رواية حرب 1967-1977)، 1986
- “الإعلام العربي والطفل” (دراسة)، 1990

## وصلات خارجية
- (فيديو): روبورطاج تلفزيون